# Полоцька епідемія 1092 року
Полоцька епідемія 1092 року — літописна містична подія (епідемія), що відбулася в Полоцьку в 1092 році. Епідемія вперше зафіксована в Київському літописі, згодом з'являється в цілому ряді середньовічних літописів. Найповніше описана в Тверському літописі в розділі «Про залякування і мріях бісівських в Полоцьку за князя Всеслава». Епідемія викладається в ній так: «У Полоцьку стало зовсім погано. Вночі на міських вулицях чулися як би стогони людські, тупіт і іржання кінське. Це бродила по місту диявольська сила. Хоч ніхто з полочан на власні очі не бачив, що відбувалося, але кожен, хто з цікавості виходив зі своїх хором або тільки просто злегка відкривав вікно, швидко вмирав, незримо вколотий раною від бісів. Коли ж полочани перестали виходити вночі зі своїх хором, дія диявольською сили стала відбуватися днем. Серед стогонів, плачів, тупоту вмирали люди Полоцька і волості. Начебто ціла армія демонів скакала по землі на конях своїх, невидимі для очей людських, залишаючи після себе тільки сліди від кінських копит…». В деяких літописах нападники названі нав'ями.
Дослідникам не вдалося встановити причини і подробиці епідемії. Єдиним фактом, що наштовхує дослідників на роздуми — це те, що правлячий в той час в Полоцьку князь Всеслав Брячиславович був відомий своїм чародійством і жорстокістю(нім.).